# Budva
Budva (en montenegrino cirílico: Будва) es una ciudad costera de Montenegro, situada en la zona central del sur del país. Es la capital y centro administrativo del municipio homónimo así como la sexta ciudad de mayor tamaño del país. Según el censo realizado en el año 2011 la población es de alrededor de 18.000 habitantes en la ciudad y de 19.218 en todo el municipio.
El área costera cercana a Budva, Budvanska rivijera, es un centro turístico famoso por sus playas de arena, vida nocturna y hermosos ejemplos de arquitectura mediterránea.

## Historia
Existe vasta evidencia arqueológica que sitúa a Budva entre los asentamientos más antiguos del litoral adriático. Asimismo, numerosos testimonios escritos proveen hechos históricos que datan del siglo V a. C. Una leyenda cuenta que Budva fue fundada por Cadmo el fenicio, héroe exiliado de Tebas que encontró en este lugar un refugio para él y su esposa Harmonía. 

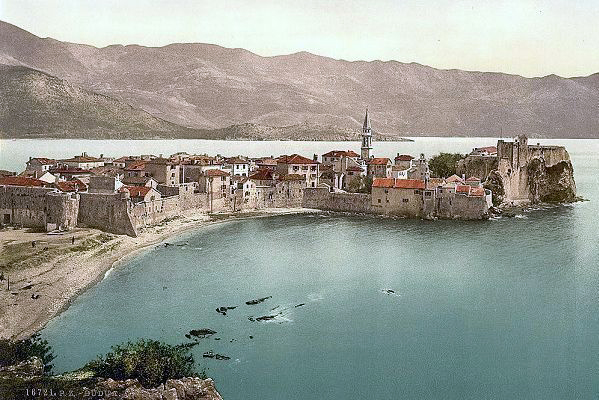
Postal de Budva de comienzos de 1900.

Grecia y Roma dejaron también sus huellas. Luego de la caída del Imperio romano, y su división en oriente y occidente, la barrera defensiva que separaba ambos imperios corría por esta área, dejando, en consecuencia, un impacto importante en la historia de la ciudad. En la Edad Media, reinaron en Budva una sucesión de reyes diocleanos, aristócratas de Zeta, y venecianos. Estos últimos dominaron la ciudad durante 300 años. En los siglos posteriores, la ciudad estuvo sucesivamente bajo el dominio de Austria, Francia y Rusia. Una unión de Boka Kotorska, Budva y Montenegro se mantuvo por un corto periodo (1813-1814), pero desde 1814 a 1819 Budva permaneció bajo el dominio del Imperio austrohúngaro. Luego de la declinación de este, en 1918, Budva quedó integrada al reino de Yugoslavia. 
La Segunda Guerra Mundial tomó muchas vidas de pobladores de la región en la lucha contra los conquistadores nazis. Budva fue finalmente liberada del dominio alemán el 22 de noviembre de 1944.
El 15 de abril de 1979, Budva fue prácticamente destruida por un terremoto. Casi toda la ciudad vieja fue devastada, pero actualmente queda poca evidencia de la catástrofe, ya que casi todos los edificios han sido restaurados.

## Ciudad vieja
Existen diferentes leyendas e historias sobre el origen de la ciudad vieja. Estudiosos e historiadores creen que era originalmente una isla, que luego se unió a la costa mediante una lengua de arena. Se dice que Budva fue descubierta por un marino griego llamado Boutoua. El Imperio romano marcó indudablemente su influencia sobre todo el litoral montenegrino.
Casi toda la arquitectura de la ciudad vieja es de estilo veneciano. Puertas, marcos, ventanas, balcones y otros detalles parecen de estilo romano. Incluye tres iglesias: la más antigua es San Iván, construida en el siglo VII, Santa María de Punta, en el año 840, y la Santísima Trinidad, terminada en 1804.

## Población
Budva es el centro administrativo del municipio homónimo, que según el censo realizado en el año 2011 cuenta con una población total de 19.218 habitantes. La población de la ciudad ronda los 18.000 habitantes y su distribución étnica está constituida en un 40,33% por montenegrinos, en un 45,9% por serbios y el 13,7% restante lo constituyen minorías étnicas como albaneses y croatas.
| 687 | 812 | 1349 | 2550 | 4684 | 7178 | 10 918 | 18 000 |

## Turismo

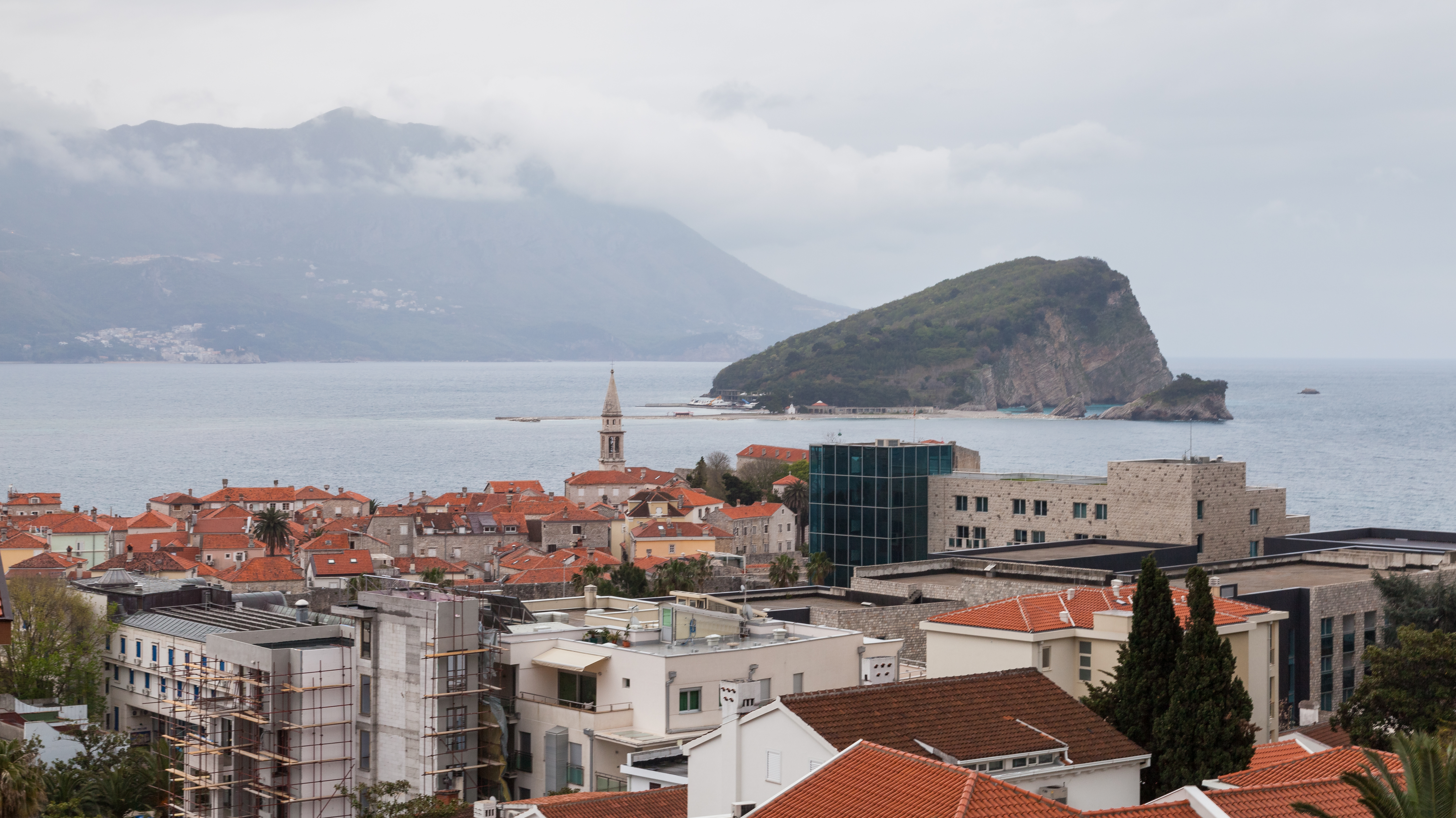
Vista de Budva.

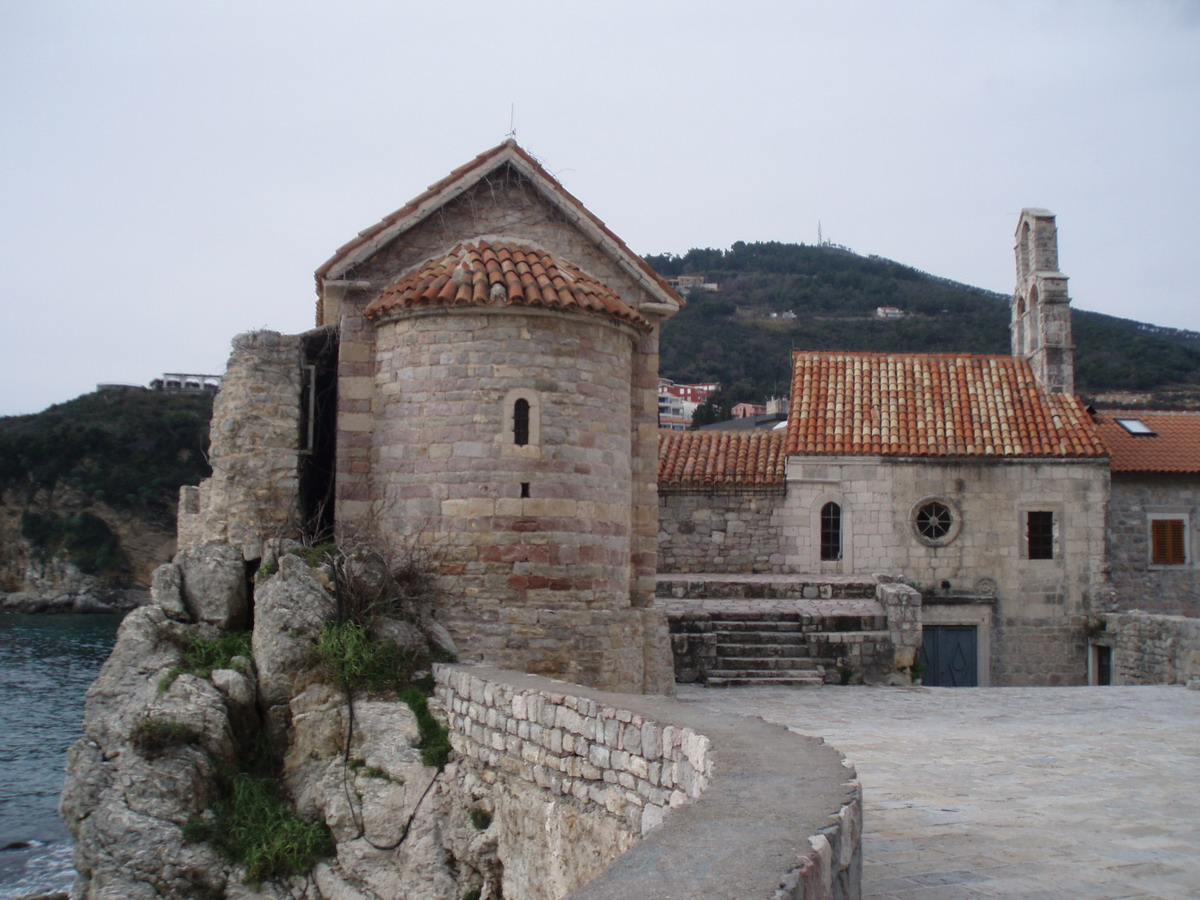
Casco histórico de Budva.

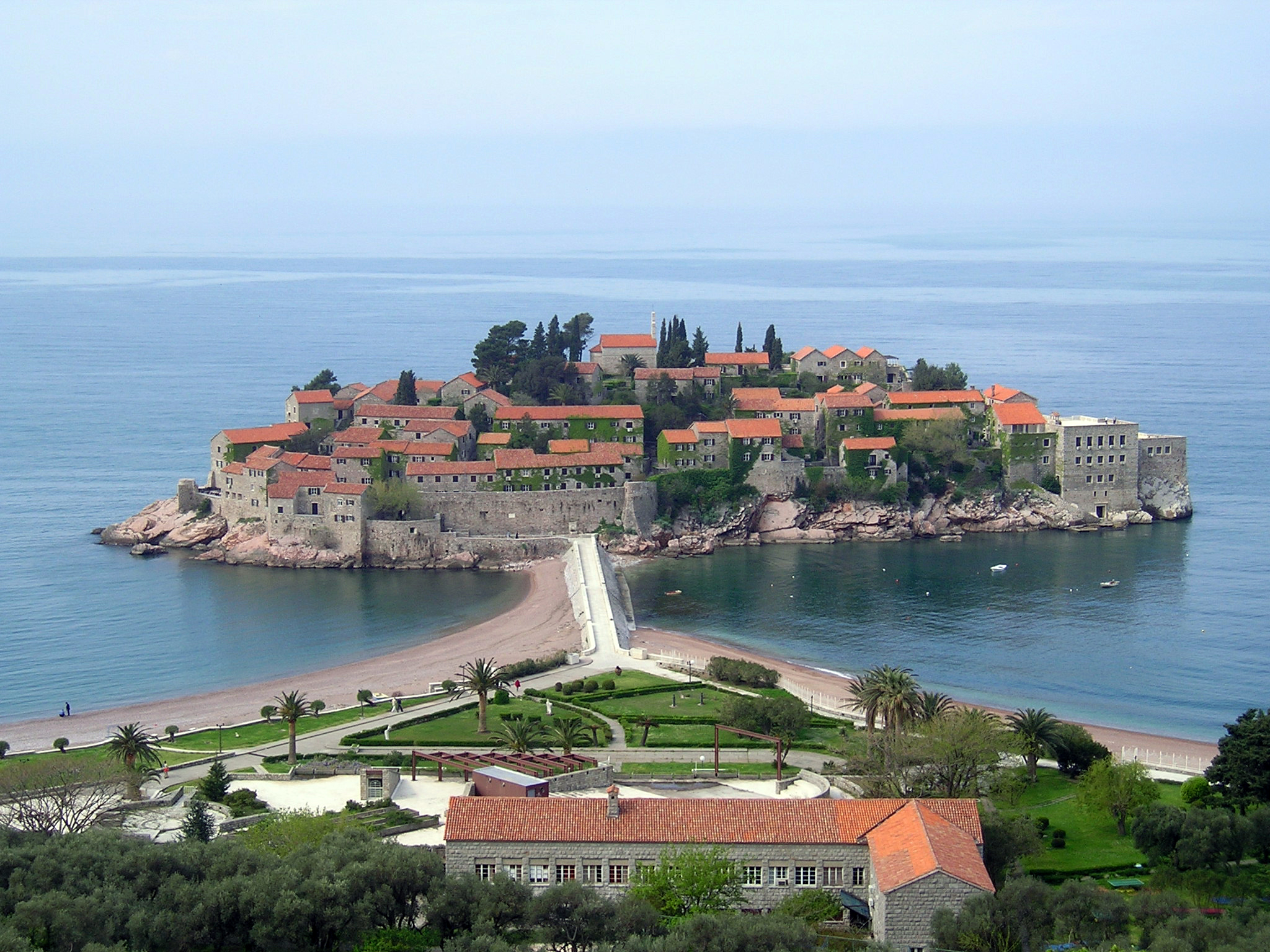
Sveti Stefan, situado a seis kilómetros de Budva.

Budva es la capital del turismo montenegrino. Con más de 250.000 visitantes en el verano de 2005, que significaron 1.600.000 estadías, es el destino más popular para el turismo en el país.
Sea por sus 11.310 metros de playas de arena, o por su vasta herencia cultural y hermosa arquitectura, Budva atrae más y más turistas extranjeros cada año. 
La ciudad es muy dependiente de su vida nocturna, que lleva a cientos de jóvenes a recorrer en las noches todos los clubes disponibles. En la calle principal de Budva, muchísimos locales ofrecen diversión de la más variada índole, incluyendo pequeños cafés, restaurantes, negocios y los cinco principales clubes nocturnos (Fresh, Raffaelo, Renaissance, Miami y Trocadero). 
La playa más famosa de Budva es Mogren. Asentada entre varios grandes acantilados, se accede por un sendero de 500 metros de longitud desde la ciudad vieja. Otras playas dentro del ejido son Ričardova glava (Cabeza de Ricardo), Pizana, Slovenska (Playa Eslava) y Guvance. Muchas otras playas se ubican en las afueras de Budva, en pequeños poblados cercanos como Becici, Jaz, Trsteno, Maestral, Miločer, Sveti Stefan, Pržno y Kamenovo.
Se dice que Budva es "multicolor" porque la mayoría de sus edificios tiene una amplia variedad de colores. Como Budva es una ciudad enfocada en la nueva arquitectura, al estilo de Miami, el trazado fuera de la ciudad vieja no conserva muchos hitos históricos.
Cerca de Budva existe hotelería exclusiva (Sveti Stefan y Miločer), lugares frecuentados por muchas celebridades, así como por empresarios y políticos locales.

## Transporte

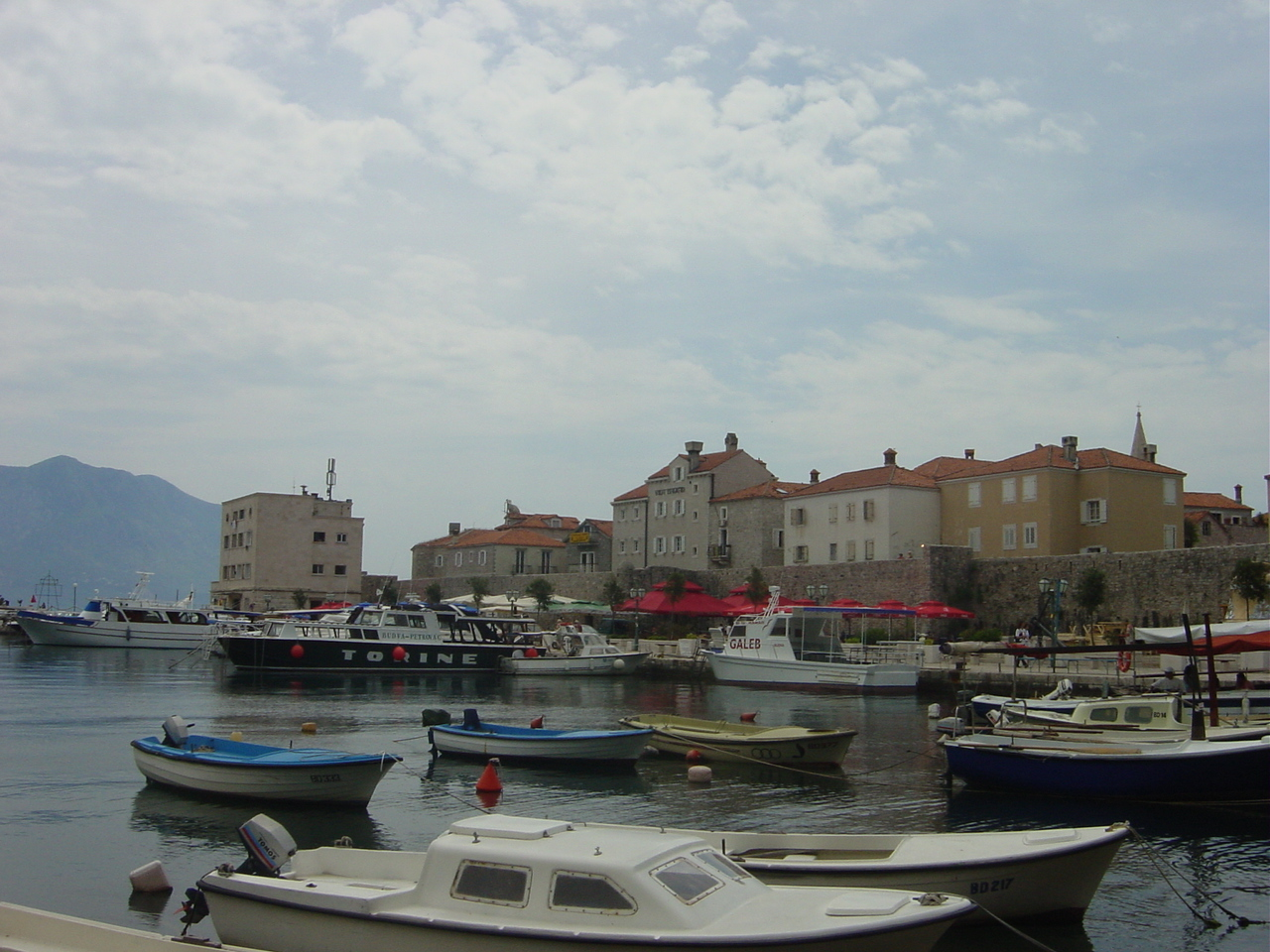
Puerto de Budva.

Budva se conecta con el interior de Montenegro mediante dos rutas. Hay dos formas de llegar a Budva desde Podgorica: por Cetiña o mediante el recientemente construido túnel de Sozina. 
En ambos casos, Podgorica se encuentra a 60km, siendo ambos trazados las principales vías de Montenegro.
Budva se conecta con otras ciudades costeras del Adriático mediante lanchas, desde Ulcinj, en el extremo sur, hasta Herceg-Novi, en Croacia. 
El aeropuerto de Tivar se encuentra a 20 kilómetros. Hay vuelos regulares a Belgrado y a Zúrich, y docenas de vuelos charters que aterrizan especialmente en verano. 
El aeropuerto de Podgorica, a 65 kilómetros, permite la mayoría de las conexiones regulares al resto de Europa durante todo el año.

## Clima
Budva tiene un típico clima mediterráneo, con veranos cálidos e inviernos fríos, y 97 días soleados por año. Está entre las ciudades mediterráneas más cálidas, con una temperatura media de 8 °C en enero y 23,9 °C en julio. La temperatura promedio en verano es de 23,1 °C y en invierno de 9,3 °C.
La temperatura del mar alcanza hasta los 24,7 °C en los meses de verano, permaneciendo entre 18 y 19 °C en otoño.

## Ciudades hermanadas
La ciudad de Budva se encuentra en estos momentos hermanada con:
- Novi Sad, Serbia
- Velika Plana, Serbia
- Banská Bystrica, Eslovaquia, (desde 2001)[2]
- Ohrid, Macedonia del Norte